# Maggie Greene
Maggie Greene (nome de casada na série de televisão: Maggie Rhee) é uma personagem fictícia da série de quadrinhos The Walking Dead, interpretada por Lauren Cohan na adaptação televisiva de mesmo nome.
Na série de quadrinhos, Maggie se torna a mãe substituta de Sophia após o suicídio da mãe da menina, Carol. Maggie está inicialmente insegura e deprimida, tentando o suicídio em um ponto depois que toda a sua família foi morta. Com o tempo, ela endurece e se torna independente. Mais tarde, Maggie se envolve com a guerra contra os Salvadores, durante a qual ela encoraja as pessoas a seguirem Rick Grimes em vez de Gregory e Negan. O povo de Hilltop a ouve e ela se torna sua líder de fato. Após a guerra, Maggie tem um filho com o nome de seu pai, Hershel. Ela permanece ferozmente protetora de seus filhos, assim como Carl Grimes, enquanto está em desacordo com seu antecessor, Gregory. Muitas pessoas questionam sua liderança devido à sua maior preocupação com seu grupo interno, mas há quem a idolatre, incluindo Dante, que demonstra ter sentimentos por ela.
Na série de televisão, Maggie não compartilha as inseguranças de sua contraparte nos quadrinhos e é mais independente desde o início. Inicialmente, Maggie é inexperiente e desconhece o apocalipse, sendo amplamente protegida na fazenda da família Greene. No entanto, assim que o grupo de Rick chega, ela rapidamente se torna uma lutadora feroz e habilidosa, desenvolvendo proficiência com armas e participando do fornecimento de suprimentos para o grupo. Maggie estabelece um relacionamento casual com Glenn depois de descobrir sua paixão por ela, mas insiste que é apenas um acordo temporário. Mais tarde, ela percebe que se apaixonou por ele e eles acabam se casando. Maggie assume o mesmo papel de liderança em Hilltop como nos quadrinhos, enfrentando conflitos com Gregory.

## Biografia

### Quadrinhos
Maggie Greene é a filha do meio de Hershel, uma jovem rebelde e independente, mesmo abandonando a faculdade. Ela, sua família e seus amigos estavam barricados dentro da fazenda da família e ficou isolada, dependendo unicamente de seus recursos para casa sem saber o que estava acontecendo no mundo exterior.
Ela rapidamente se afeiçoou a Glenn quando o grupo de Atlanta chega na fazenda, e os dois começam a ter uma série de encontros sexuais, enquanto seu pai não tem conhecimento do relacionamento. O relacionamento deles se desenvolve gradualmente mais sério e sincero a cada dia, e os dois dependem de um ao outro. Depois de um massacre no celeiro que tira a vida de alguns de seus irmãos, o grupo de Glenn é expulso da fazenda de Hershel, no entanto, ela convence seu pai a deixá-lo ficar, para sua recusa inicial, devido ao fato de que ele pegou os dois juntos anteriormente. Enquanto os dias passam, após a saída do grupo, a família Greene percebe as estruturas em enfraquecimento nas instalações. Tão logo Rick Grimes volta para eles e convence Hershel para levá-los a viver com o grupo em uma prisão abandonada a milhas longe dali, que haviam recentemente limpa de zumbis e está segura. Maggie e Glenn continuam seu caso na prisão, constantemente fazendo sexo em lugares abertos.
Outra tragédia para Maggie e o resto de sua família ocorre quando suas duas irmãs mais jovens são brutalmente assassinadas por um dos presos restantes, que é revelado para ser um psicopata. A família permanece perto e em um profundo estado de depressão por um longo período de tempo. Ela inicialmente tenta romper seu relacionamento com Glenn, paranoica com a ideia de que o padrão de morte continuará entre seus entes queridos até chegar a Glenn. Ela decide na última hora continuar com ele depois que ele a convence de que vai ajudá-la a superar as mortes. Quando o preso responsável por matar suas irmãs está preparado para ser enforcado no pátio, Maggie atira nele a sangue frio. Por causa de sua conexão aprofundada interpessoal e a dependência emocional em Glenn, ela se casa com Glenn, em uma cerimônia realizada por Hershel. Maggie anseia por uma criança, mas a ideia é rejeitada por Glenn e Hershel quando lembram-lhe da realidade cruel que eles estão vivendo. Apesar disso, no entanto, ela ainda mantém a esperança de que ela vai ser capaz de ter um filho. Porém seu desejo de ser mãe, se realizou quando ela adotou Sophia após a morte da mãe da garota Carol.
Quando o exército de Woodbury chega para reivindicar a prisão e começa seus ataques, Maggie, Glenn e outros membros fogem do lugar e voltam para a fazenda. Durante esse período, Maggie se aproxima mais de Sophia. Após se reunir com Rick e os outros, ela tem uma notícia trágica ao saber das mortes de Hershel e Billy durante o ataque, o que resulta em seu naufrágio em uma depressão profunda, tendo lembranças deles ao redor da fazenda. Glenn tenta consolá-la em toda essa fase difícil, e enquanto viajavam com o grupo liderado pelo Sargento Abraham Ford, para Washington DC, ela foge para a floresta em uma noite e se enforca. Ela é, no entanto, resgatada por Glenn e Abraham e ressuscitada com sucesso. Ela se esforça para convencer o grupo de que ela está bem, e começa a sentir que ela tem a esconder-se emocionalmente de Glenn. Glenn garante que ela não deve ter nada a esconder dele, e lembra de seu amor por ela. Suas palavras provam à não ser suficientes. 
Quando eles chegam na Zona Segura de Alexandria, Maggie está se tornando cada vez mais distante de Glenn. A situação torna-se ainda mais tensa, quando Glenn opta por começar a sair em rondas perigosas arriscando-se com o colega Heath. Maggie teme por seu bem-estar e se recusa a assumir o risco de perdê-lo, vendo como ele se tornou parte de sua vida, desde as mortes de Hershel e Billy. Depois de muitos eventos extenuantes na Zona Segura de Alexandria, ela e Glenn finalmente têm uma boa notícia, quando ela é contada pela Dra. Denise Cloyd que está grávida (para grande surpresa do casal). Temendo um novo ataque depois dos Salvadores tentarem derrubar os muros para entrarem na comunidade, Glenn convence Maggie a deixar a comunidade com ele e Sophia, e seguir em direção a Colônia Hilltop, que ele acredita ser um lugar muito mais seguro. Mais tarde eles são emboscados pelos Salvadores, enquanto acampados durante a sua viagem, e ela é forçada a assistir Glenn ser violentamente espancado até a morte por Negan enquanto chamava seu nome. Ela fica inicialmente amarga e ressentida com Rick por não ter protegido Glenn, e furiosamente bate nele antes de ser parada com uma arma por Carl. Mais tarde, ela é capaz de chegar à paz com Rick, e decide ficar para trás em Hilltop com Sophia como o plano original de Glenn. Maggie voltou à estabilidade e continuou concentrando-se em seus deveres parentais com Sophia, ainda lamentando a perda de Glenn. Ela faz amizade com uma mulher da comunidade que também perdeu sua família. Ela faz visitas regulares ao médico da comunidade, que atualiza-la com a condição do bebê.
Quando os salvadores estão em seu auge de terror, causando medo nas pessoas de todas as comunidades, Maggie tenta acalmar as pessoas de Hilltop durante um discurso seu. A mulher revelar confiar em Rick Grimes e pelo que ele estava fazendo para acabar com a guerra entre o grupo de Negan e desteminadas comunidades inimigas desse grupo, incluindo Hilltop. Após o fim da guerra contra esses mafiosos Maggie se torna, por escolha do povo, a nova líder de Hilltop, depois que seu líder, Gregory, traiu sua comunidade ao se contrabandear para o lado de seus inimigos.
Durante dois anos, a comunidade de Hilltop cresceu muito sob as ordens de Maggie que agora já é mãe de Hershel Jr., nome dado ao seu bebê em homenagem a seu pai. Porém, Maggie é vítima de um golpe de estado por Gregory, que coloca veneno em uma bebida para ela, com esperanças de se tornar líder novamente. Maggie consegue sobreviver e como punição manda enforcar Gregory na frente de toda sua população. Maggie permanece protetora de Sophia e Hershel (que muitas vezes é cuidada por Brianna na ausência da liderança de Maggie). Depois que Sophia é espancada brutalmente quase até a morte por dois valentões e é salva por Carl Grimes, agora trabalhando como aprendiz de ferreiro e morando na Colônia Hilltop com Maggie, ela é forçada a mandá-lo embora. A posição de liderança de Maggie entra em conflito quando as famílias dos meninos se voltam contra ela e seguem a sugestão de Gregory de matá-la. Além disso, um novo grupo de sobreviventes ameaçador e misterioso conhecido como "Os Sussurradores", uma tribo de pessoas disfarçadas de errantes, tem capturado e assassinado os corredores de suprimentos da cidade nas proximidades da Colônia Hilltop. Uma das pessoas desse grupo inimigo, Lydia, foi interrogada por Maggie e Jesus. Quando Alpha, a líder dos Sussurradores e mãe de Lydia aparece em Hilltop, Maggie libera Lydia a fim de evitar um confronto, o que é feito com sucesso, porém, Carl segue os sussurradores para certificar que Lydia estará bem por estar inteeressado nela, mas o garoto é capiturado por Alpha. Quando Rick aparece para resgatar Carl e convencer Alpha a deixar levar Lydia, Alpha deixa a filha ir, mas depois se vinga decapitando vários moradores das comunidades por Rick e seu grupo terem prejudicado os sussurradores antes. 
Depois que Rick diz à multidão na feira o que aconteceu com as 12 pessoas desaparecidas, um dos moradores xinga o policial e, em seguida, sugere que a Maggie poderia liderar todas as comunidades, pois sabe como cuidar de uma situação. Rick pergunta a Maggie o que ele quis dizer com isso e ela admite ter matado Gregory. Rick fica enfurecido com isso, dizendo-lhe que está arruinando tudo o que eles construíram, perguntando-lhe o quão longe ela quer ir. Maggie então diz que Rick é incapaz de liderar e os dois lutam. Mais tarde, quando Rick sofre uma tentativa de assassinato, ele decide lutar contra os sussurradores e Maggie o apoia. Um dos sobreviventes, Dante, se demonstra seu interesse por Maggie, mas ela o recusa dizendo que ainda respeita a memoria de Glenn. Quando os Sussurradores atacam Hilltop, eles incendeiam a mansão principal e Maggie consegue salvar seu filho e Sophia. Com Hilltop destruída, ela e os sobreviventes vão para Alexandria e a encontra invadida por vários zumbis, e ajuda a matá-los, que com muito esforço salvam a comunidade. Ela fica triste pela morte de Andrea que foi mordida no pescoço por um zumbi.
Após a guerra contra dos Sussurradores, Hilltop é reconstruída novamente, e sabendo que Negan está desaparecido desde a guerra, Maggie cética em querer se vingar pela morte de seu marido, com a ajuda de Dante o localizam em um celeiro abandonado. Maggie confessa que toda vez que tenta se lembrar de Glenn, ela relembra a noite que Negan o matou. O vilão pede para que a mulher o mate, já que percebe a sede de vingança da mulher. A mulher se recusa a matá-lo uma vez que percebe que o Negan de antes não existe mais, e enquanto Negan chora de arrependimento pelo que fez com Glenn, a mulher pede para que ele viva com o peso na consciência. Maggie e Dante vão embora, e Negan fica para trás. Maggie se permite ser amada novamente e dá uma chance para que Dante crie um relacionamento com ela, e os dois além de terem encontros sexuais, acabam se apaixonando. Sophia descobre o relacionamento dos dois e fica furiosa com eles desaprovando o romance dos dois, e chega a questionar se Maggie não ama mais ela e se parou de amar Glenn. Maggie diz a Sophia que ela a ama, mas que ela ainda é uma criança e que a vida amorosa de Maggie não é de sua preocupação. Maggie afirma que ela ama Glenn e sempre vai amá-lo, mas que ela está sozinha há muito tempo. Dante a faz feliz e ela está agora em um ponto em sua vida onde ela acredita que ela deve ser feliz.
Meses depois, após Rick ser assassinado por instigar uma revolta na comunidade de Commonwealth, Ohio, Maggie o ajuda a levá-lo de volta a Alexandria para seu enterro. Algum tempo passa e Maggie acaba sendo eleita como a nova presidente e é transferida para a Commonwealth. Durante muito tempo, ela começou a negligenciar seu filho Hershel e o tempo que ela passava com ele lhe dava tudo o que ele desejasse. Muitos anos se passam e quando Carl é levado a julgamento por matar um dos andadores de Hershel com quem ele criava como pet, Maggie chega e consegue reduzir a sentença para Carl encontrar um andador substituto. Indignado com isso, Carl confronta Maggie após o julgamento e menciona que o que Hershel está fazendo vai matar alguém. Maggie simplesmente insiste que Carl siga a frase e não piore as coisas. Depois que Carl sai zangado, Sophia concorda com Carl e insulta seu meio-irmão; quando Maggie a castiga, Sophia coloca a culpa do comportamento de Hershel nela por ser uma mãe submissa às vezes. Maggie então é deixada sozinha e mais tarde visita Hershel em sua residência na Commonwealth. No final da série de quadrinhos, Maggie permaneceu como a nova presidente da Commonwealth, tentando continuar o legado de Rick de trazer a civilização de volta para onde costumava estar.

### Série de TV

Maggie Greene como retratada na série de TV por Lauren Cohan.

Maggie é apresentada como a filha mais velha de Hershel (Scott Wilson) e irmã de Beth Greene (Emily Kinney). Ela cresceu na fazenda de seu pai durante toda a vida e sofreu com a perda de sua mãe ainda jovem. Quando o surto começou, Hershel manteve a família Greene e amigos na fazenda. Foi nessa época que seu outrora forte senso de fé começou a diminuir e ela ficou com dúvidas sobre em que acreditava. Frequentemente, fazia buscava suprimentos para todos.

#### Segunda Temporada
Logo após os sobreviventes de Atlanta se refugiarem na fazenda, sua admiração por Glenn constrói devido a sua coragem e seus traços de personalidade. Ela e Glenn compartilham alguns momentos de ternura na fazenda antes que ela finalmente ter relações sexuais com ele dentro de uma farmácia local durante o primeiro abastecimento que correm juntos. Glenn está em êxtase porque acredita que este seja o início de um relacionamento, no entanto Maggie continuamente insistindo que foi só uma vez. Ela também tenta manter a verdade escondida de seu pai, embora ele mesmo logo começa a suspeitar que algo acontece entre os dois. Seus sentimentos por Glenn ficam mais fortes depois que ele a salva de um zumbi durante outra corrida de alimentação. Os dois têm um relacionamento dentro e fora de todo o resto da temporada, mas ambos são capazes de superar os obstáculos em seu caminho e se reconciliar. Após a fazenda ser invadida e vidas serem perdidas, o grupo de sobreviventes eles ficam a depender uns dos outros. E na estrada, Glenn declara seu amor por ela para mantê-la viva.

#### Terceira Temporada
Oito meses depois, ela tem crescido cada vez mais eficiente na luta contra zumbis. Seu relacionamento com Glenn continua a ser estável e apaixonado. Enquanto em uma corrida de alimentação, ela e Glenn são emboscados e capturados por Merle e levado para Woodbury para interrogatório, onde Glenn é torturado e ela é forçada a retirar sua roupa para o governador e é ameaçada de estupro (em sua tentativa de levá-la a divulgar a localização do seu acampamento, que ela eventualmente faz quando ele ameaça acabar com a vida de Glenn). Logo depois, o grupo de Rick volta para Woodbury, conseguindo resgatar tanto Glenn e Maggie. Maggie fica longe de Glenn inicialmente, querendo espaço, mas os dois acabam à se reconciliar. Mais tarde, Glenn propõe um noivado, e Maggie aceita. Logo depois, Maggie participa na defesa da prisão contra o Exército de Woodbury, ela se escondeu na passarela da prisão com um equipamento anti-motim, e atirou-os com uma metralhadora. Ela então fica de volta à prisão para defendê-la, enquanto Rick, Daryl e Michonne buscam o governador em uma tentativa de acabar com ele. Eventualmente, quando eles voltam, ela e o restante de seu grupo, ajuda os residentes sobreviventes de Woodbury a se instalar na prisão.

#### Quarta Temporada
Após seis meses depois desse ataque, a prisão fica mais fortificada com a ajuda dos Woodburianos, e o relacionameto de Maggie e Glenn agora é conjugal. Ela expressa seu desejo de ter um filho com o homem, porém isso não é aceito por Glenn, devido que seria muito perigoso uma criança vir ao mundo naquela situação, e que ele não queria que ela tivesse o mesmo destino de Lori Grimes (morta durante o parto de sua filha Judith). Essa conversa foi bem aceita por Maggie. Quando uma gripe desconhecida aparece na prisão causando a morte de várias pessoas, Maggie demonstra-se bastante preocupada, devido a Glenn se infectar com a doença e seu pai se arriscar a ajudar as pessoas infectadas, pondo em risco sua vida. Quando a virose acaba, Maggie e sua irmã Beth sofrem uma trágica perda, quando Hershel morre nas mão do governador, quando este último apareceu novamente na prisão com seu exército a fim de conseguir o lugar. Maggie se separa de sua irmã e de Glenn, quando o ataque fica fora de controle. Ela sem encontrá-los, é obrigada a fugir com Sasha e Bob Stookey, do tiroteio, onde passa um bom tempo com eles perdidos dos outros, até se reagrupar com Glenn novamente e com o novo grupo dele composto por Abraham Ford, Rosita Espinosa, Eugene Porter e Tara Chambler. Maggie junto com eles, segue para uma comunidade chamada Terminus a procura de segurança. Porém ao chegarem lá, são emboscados e aprisionados em um vagão de trem.

#### Quinta Temporada
Após conseguir fugir de Terminus, com ajuda de Rick que consegue se reagrupar com seus companheiros, Maggie e os outros vão parar em uma igreja ainda administrada pelo padre Gabriel Stokes. O grupo ainda enfrenta os canibais de Terminus onde elimina-os rápido. Mais tarde, ela decide seguir para Washington DC, junto com o novo grupo de Glenn deixando para trás Rick e seus antigos amigos. No caminho, Maggie demonstra sua preocupação com os que ficaram para trás e é consolada por Glenn a todo momento, e ela também demonstra fidelidade a Eugene quando ele revela não ser cientista para o choque de todos, que o renegaram. Ao voltarem para a igreja, Maggie recebe uma notícia de Michonne sobre sua irmã que foi encontrada viva em um hospital em Atlanta. A mulher segue com todos para Atlanta onde ao chegar lá, descobre que Beth foi morta e fica extremamente abalada. Após saírem da cidade, e continuarem seguindo para Washington atrás de segurança, Maggie entra em um começo de depressão, mais sendo confortada a todo momento por Glenn. Quando eles chegam na Zona Segura de Alexandria, Maggie consegue recuperar suas força de continuar lutando para viver, e passa a ajudar a líder do lugar, Deanna Monroe, como sua assistente de liderança.

#### Sexta temporada
Quando Rick reúne os cidadãos para uma reunião sobre uma grande horda de zumbis nas redondezas de Alexandria. Maggie tentou participar da equipe que iria levar os caminhantes para longe da comunidade, porém, Glenn decide que era melhor ela ficar na cidade para proteger Deanna. Dias depois, quando Glenn e vários outros saíram para deter os zumbis, Maggie leva Deanna para fora dos muros, planejando um futuro cultivo de legumes. Durante a escavação dos primeiros buracos para o plantio, uma gangue chamada "Os Lobos" invadem a comunidade e passa a matar as pessoas. Maggie após deixar Deanna com Spencer, sai pelas ruas matando os invasores. Horas depois, com o fim do ataque, Maggie recebe a notícia de que Glenn poderia está morto, por Michonne que volta da missão dos zumbis. Em seguida, ela fica chocada quando Rick surge em Alexandria, sendo seguido por vários zumbis. Maggie tenta ir a procura de Glenn escondida, mas seu plano é descoberto por Aaron, onde ela acaba revelando-o que estava grávida. No entanto, no dia seguinte, enquanto se encontrava em seu posto de vigia, ela avista balões verdes voando no céu, e acreditar ser um sinal de vida de Glenn, e corre até Rick bastante feliz. De repente, ela vê horrorizada como a torre de vigia cai em cima dos muros, permitindo a entrada dos zumbis na comunidade. Ela consegue se salvar dos caminhantes, subindo em seu posto de vigia.
Maggie é salva por Enid e Glenn que surgiram na comunidade invadida, eles então ajudam todos os moradores a matar os morto-vivos. No dia seguinte, ela vai até a enfermaria, e recebe cuidados de seu marido já ciente de sua gravidez. Meses depois, quando Alexandria estava sob escassez de alimentos, Maggie e seu grupo descobre a existência da Colônia Hilltop graças a Paul "Jesus" Rovia, comunidade que seria a salvação de Alexandria. Após fechar um acordo com o líder Gregory, onde Maggie e seu grupo só iriam receber a metade da produção de Hilltop, caso acabem com um grupo de bandidos que põe medo na comunidade chamado "Os Salvadores", a mulher e seu grupo aceita matar a gangue. Quando conseguiram aniquilar um dos vários grupos dos salvadores como prometido, estes bandidos por sua vez não deixaram barato, e durante uma viagem em que Maggie e seu grupo estava indo para Hilltop, a gangue conseguiram capturá-los e colocá-los na presença do líder Negan. Negan explica que o grupo terá que trabalhar para ele caso queriam ficarem vivos, mas como forma de punição por matar vários de seus homens, o vilão escolheu um dos sobreviventes para ser morto com golpeadas na cabeça usando seu taco de beisebol Lucille".

#### Sétima temporada
Maggie é forçada a assistir Abraham sendo espancado até a morte por Negan, mas depois que Daryl tenta atacar Negan, ele decide que deve matar outra pessoa e começa a bater em Glenn também. Apesar de um grave traumatismo craniano, Glenn consegue dizer a Maggie que a encontrará antes de ser morto por Negan. Depois que os salvadores partem, a agora viúva de Glenn fica perturbada e diz aos outros para voltarem para Alexandria e se prepararem para a guerra, e deixá-la chegar ao Hilltop sozinha. Sasha decide levar Maggie para o topo da colina e mantê-la segura. Em Hilltop, Maggie se recupera enquanto o médico a aconselha a ficar parada para a segurança do bebê. Ela é confortada por Sasha e Jesus, mas é forçada a lidar com a ignorância de Gregory e sua recusa em mantê-los lá, e muda seu sobrenome para "Rhee". Maggie ajuda a impedir um ataque ao Hilltop usando um trator para destruir o rádio do carro, atraindo os caminhantes, e dá ordens a Sasha e Jesus. Ela dá um soco em Gregory depois que ele tenta entregá-los aos salvadores e diz a ele para lembrar o nome dela: Maggie Rhee. Mais tarde, ela se reúne com Rick, Michonne, Carl, Rosita e Tara, bem como Daryl, enquanto eles vêm para o Hilltop para planejar seu próximo movimento contra os salvadores. Maggie, junto com Rick, tenta convencer Gregory a permitir que Hilltop se junte a Alexandria em sua trama para se rebelar contra Negan, com Gregory recusando. 
Mesmo com a recusa de Gregory, Maggie treina os residentes do Hilltop a lançar facas e os cidadãos do Hilltop começam a vê-la como sua líder, deixando Gregory paranóico. Quando Simon e os salvadores chegam na comunidade, isso faz com que Maggie e Daryl se escondam em um porão. Enquanto se escondem, Daryl e Maggie falam sobre Glenn, fazendo com que Daryl desmorone e chore, dizendo a Maggie que ele lamenta ter levado Negan a matar Glenn. Maggie insiste que a morte de Glenn não foi culpa dele e os dois se abraçam com Maggie dizendo a Daryl que eles vão ganhar e derrotar Negan. Dias depois, Gregory, percebendo que o povo de Hilltop está começando a ver Maggie como sua líder, tenta oferecer a ela uma frente unida de liderança. Maggie diz que vai considerar sua oferta e ele pensa em matá-la, mas em vez disso é salvo por Maggie quando um errante o ataca. No final da temporada, Maggie descobre que Sasha foi capturada pelos salvadores, Dwight está se oferecendo para ajudar Alexandria e que Negan sabe sobre o plano de Rick para se rebelar. Jesus pergunta a Maggie o que Hilltop deve fazer e Maggie diz que eles vão ajudar Alexandria. Os cidadãos de Hilltop viajam para Alexandria e se juntam a Rick e os outros para lutarem contra os Salvadores, fazendo com que Negan fuja. Após a batalha, Maggie e Jesus encontram Sasha, que agora é uma caminhante, fazendo com que Maggie a apunhalasse em lágrimas na cabeça dela. A temporada termina com Rick, Maggie e o Rei Ezekiel, cada um dos líderes de suas respectivas comunidades, se unindo e concordando em declarar guerra.

#### Oitava temporada
Maggie se junta a Rick, Ezekiel e os outros em seu ataque ao Santuário, base dos Salvadores. Ao saber da traição de Gregory ao seu povo, Jesus proclama que Hilltop encontrou um novo líder em Maggie. Após um confronto do Santuário, Maggie retorna a sua comunidade e encontra Gregory implorando para abrir o portão e perdoá-lo. Embora ela pareça hesitante, ela acaba cedendo. Mais tarde, quando Jesus traz um grande grupo de salvadores para Hilltop, Maggie não tem certeza se mantê-los como prisioneiros seria seguro. Ela decide mantê-los como prisioneiros em celas ao ar livre, em vez de serem mortos. Maggie também decide manter Gregory como prisioneiro, devido à sua reputação de não ser confiável. Mais tarde, Maggie e seu povo estão em um carro a caminho de Alexandria quando eles vêem uma árvore em uma estrada. Um passageiro sentado atrás de Maggie (chamado Neil) é morto por Simon. Depois disso, Simon deixa os sobrevivente irem. No dia seguinte, Maggie manda um caixão de volta para Negan com um prisioneiro salvador morto como uma ameaça do que acontecerá com os outros prisioneiros se os salvadores continuarem a lutar. Dias depois, um Salvador chamado Alden sugere um acordo com Maggie para que os prisioneiros deixem a cela supervisionados por um curto período de tempo. No início ela se recusa, mas eventualmente aceita. Após Alexandria ter sido atacada pelos Salvadores, Maggie conforta Enid ao saber da morte de Carl, e recebe os sobreviventes alexandrinos em Hilltop. Dias depois, Maggie junto com Rosita, Enid e Michonne vão para uma reunião depois de encontrar um misterioso pacote de suprimentos fora dos portões de Hilltop. A mulher que eles conhecem se autodenomina Georgie e dá a Maggie projetos desenhados à mão para edifícios e máquinas, como moinhos de vento, para permitir que Hilltop prospere após a guerra. Ela se refere a isso como a "Chave para o Futuro" e promete a Maggie que eventualmente estará de volta. 
Quando Hilltop é atacada por Simon e vários salvadores, Alden pergunta se ele pode ajudar, mas Maggie o manda de volta para os outros sobreviventes na mansão. Maggie fica irritada ao saber que Negan não está na batalha, mas agradece a Rick por tentar matá-lo mais cedo naquele dia. Na noite após o ataque, Maggie fica horrorizada ao descobrir que todos os feridos na batalha se transformaram em zumbis. Rick lembra que o bastão de Negan estava coberto de sangue de caminhante, levando-os a perceber que os salvadores usaram suas armas para infectá-los. Maggie vai para a cela para verificar os prisioneiros, mas apenas Alden permanece. Ela aponta a arma para ele perguntando o que aconteceu. Alden explica que os outros salvadores escaparam, mas ele ficou, pois não tinha mais razão para seguir Negan. Na manhã seguinte, Maggie enterra os mortos. Quando Gregory voltou para a colônia Hilltop após sua passagem mal sucedida com os salvadores, trazendo um mapa com instruções de Dwight sobre o ataque final que Negan estava planejando contra a aliança das comunidades, Maggie recebeu o homem com desconfiança e o prendeu de volta apesar dos apelos do homem. O exército de Maggie e Rick vão para batalha e abrem fogo contra os salvadores. Derrotados, alguns salvadores sobreviventes se rendem ao exército de Maggie, e depois que Rick corta a garganta de Negan, ordenar Siddiq salvar o líder dos Salvadores, Maggie se torna revoltada e exige a morte de Negan para se sentir vingada pela morte de Glenn, e chorando ela é segurada por Michonne. Rick ordena que os salvadores voltem para casa e proclama que o governo de Negan acabou. Ele aponta para o enorme rebanho à distância e declara que eles devem se unir para lutar contra os caminhantes, a verdadeira ameaça. De volta ao seu escritório, Maggie fala em particular com Jesus e Daryl. Ela está com raiva de Rick e Michonne, acreditando que ambos estavam errados por manter Negan vivo. Juntos, os três aludem para depois corrigir esse erro quando o Hilltop tiver tempo para se reagrupar e fortificar.

#### Nona temporada
Meses após o fim da guerra, Maggie continuou liderando Hilltop bravamente, mas nunca superou o fato de Negan ainda continuar vivo e preso em Alexandria. Ela apoiou Rick na construção de uma ponte para melhor ligação entre as comunidades, e disponibilizou alguns moradores para mão de obra. Quando alguns ex-salvadores começaram a desaparecer e serem encontrados mortos misteriosamente, Maggie decidiu fazer parte do grupo de investigação, e mais tarde, descobre junto com Daryl que as mulheres de Oceanside estavam matando os salvadores por vingança. Maggie e Daryl decidem não intervir no plano das mulheres e planejam a morte de Negan. Mais tarde, Maggie decide ir até Alexandria enquanto Daryl ficaria encarregado de segurar Rick no acampamento dos trabalhadores da ponte. Maggie chega em Alexandria e é intervinda por Michonne, que tenta persuadi-la a não matar Negan, pois isso pioraria as coisas e desestabilizaria a paz formada entre as comunidades e ex-salvadores. Maggie convence a deixá-la ir em frente dizendo que Michonne faria o mesmo se estivesse no seu lugar. Então, finalmente, Maggie teve a oportunidade de ter o assassino de seu marido cara a cara, e o ordenou que ele saísse para fora de sua cela para poder ver o rosto dele enquanto ela o eliminava, mas Negan evitou fazer isso e, em vez disso, continuou fazendo com que ela o matasse. Perdida pelo comportamento de Negan, Maggie logo percebeu que o homem queria usá-la para acabar com seu sofrimento e então, apesar das provocações e pedidos de Negan, ela fez ele retornar à sua cela, sabendo que a punição que ele estava recebendo era muito pior para ele do que a própria morte. Enquanto ela informava Michonne do que havia acontecido na cela, ambos foram alertadas de que algo estava acontecendo no acampamento dos trabalhadores e, em seguida, elas foram rapidamente para investigar. Maggie, como o resto de seus colegas, chegou bem a tempo de ver à distância Rick ferido na ponte e se sacrificar para salvar todos seus amigos ao atirar numa caixa de dinamite e explodir a construção da ponte, para parar o avanço de uma gigantesca horda de caminhantes.
Nos anos após o trágico evento com Rick, um sério conflito levou Maggie a contrariar Michonne a ponto de cortar todos os laços que ligavam suas respectivas comunidades. Eventualmente, um dia, Maggie pegou seu filho Hershel Rhee e se juntou a Georgie em uma missão para colonizar uma nova comunidade, abandonando Hilltop para surpresa de todos. De vez em quando, no entanto, ela continuou a manter contato com Jesus através de cartas e prometeu retornar um dia.

## Desenvolvimento

### Escolha para o elenco
A atriz Lauren Cohan foi anunciada oficialmente como Maggie em junho de 2011, junto com os co-estrelas Scott Wilson e Pruitt Taylor Vince. Ela foi promovida ao elenco principal a partir da terceira temporada. Atualmente é uma das personagens mais importantes e uma das atrizes femininas mais proeminentes da série de televisão da segunda à nona temporada.

### Disputa salarial
No final da oitava temporada, Cohan terminou seu contrato em The Walking Dead como uma regular da série. Mais tarde, foi relatado que Cohan não havia chegado a um acordo para assinar a 9ª temporada como um membro do elenco principal devido a uma disputa salarial, já que ela exigia um salário maior mais próximo de seus colegas de elenco Andrew Lincoln e Norman Reedus. AMC recusou, e Cohan começou a se tornar disponível para pilotos de TV. Ela então foi contratada para o papel da agente da CIA Francesca "Frankie" Trowbridge no piloto da série da ABC  Whiskey Cavalier , co-estrelando com Scott Foley. Mais tarde, a série da ABC seria chamada Whiskey Cavalier.  Mais tarde, foi confirmado que ela havia chegado a um acordo para aparecer na 9ª temporada com uma capacidade limitada de 6 episódios na primeira metade da 9ª temporada. Whiskey Cavalier então foi cancelado após uma temporada, e Cohan afirmou que estaria retornando ao The Walking Dead como Maggie para a décima e décima primeria temporadas, as últimas da série. 

## Recepção critica

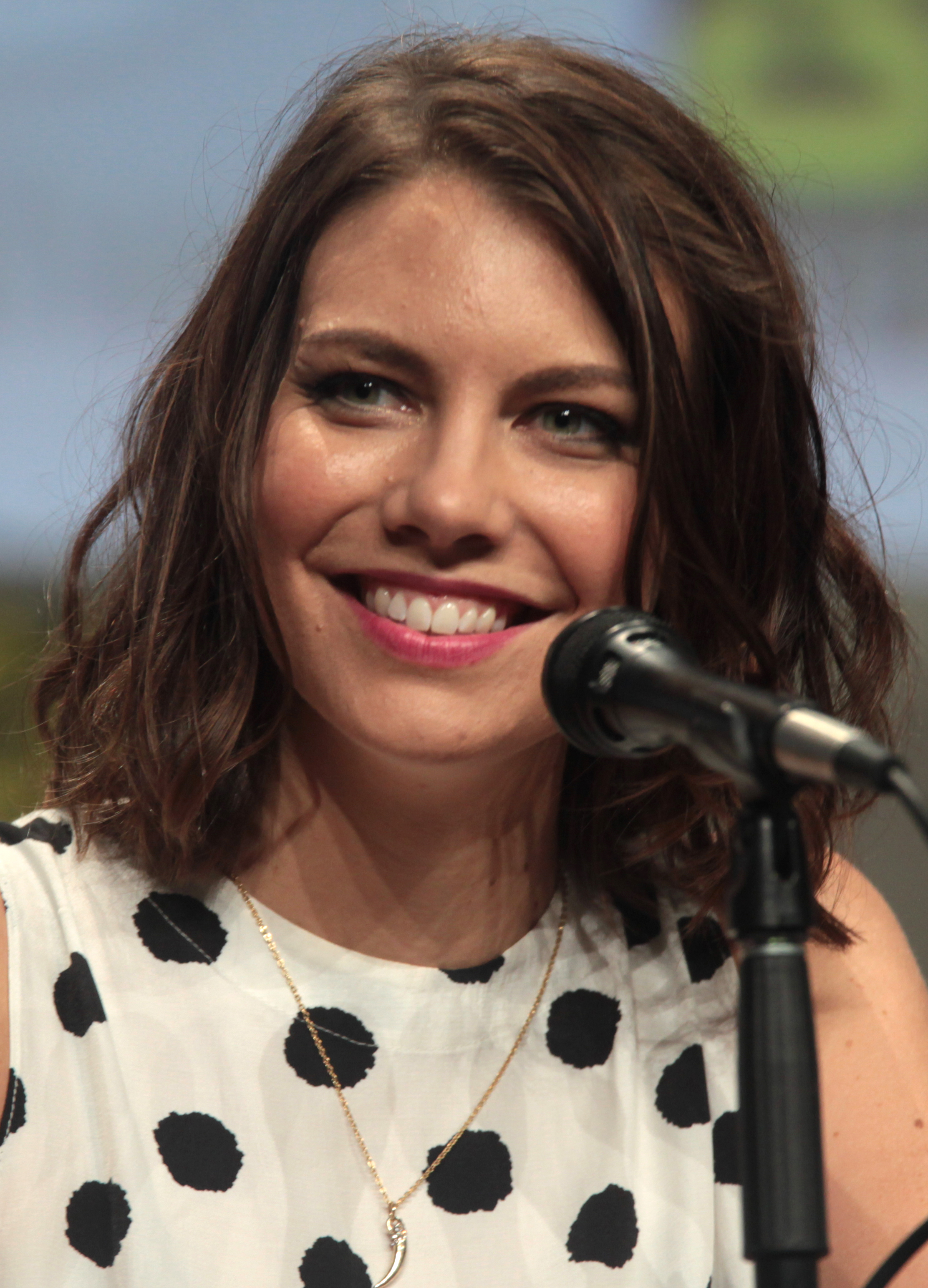
Lauren Cohan recebeu criticas favoráveis de especialistas em série de televisão.

A personagem recebeu ótimas críticas, com muitos críticos elogiando o relacionamento de Maggie com Glenn, o funcionamento emocional de Lauren Cohan e o crescimento da personagem, bem como suas interações com Hershel Greene. O episódio "Cherokee Rose" marca o primeiro encontro sexual de Glenn e Maggie. Os críticos elogiaram o desenvolvimento do relacionamento entre Maggie e Glenn. Andrew Conrad do The Baltimore Sun afirmou que o enredo resumia um "romance quente", enquanto Aaron Rutkoff do The Wall Street Journal o chamou de "o momento mais engraçado da série". Goldman opinou que seu encontro sexual parecia genuíno; "Ele é um cara legal, ela parece uma garota legal, e pareceu genuíno quando ela percebeu que se sentia muito sozinha também e pronta para alguma companhia". Nick Venable, do Cinema Blend, sentiu que as interações entre Maggie e Glenn eram os destaque do episódio. "Fico feliz que os escritores estejam apresentando este ponto da trama dos quadrinhos, já que este programa precisa seriamente de um casal sem armários cheios de esqueletos. Quando Glenn acidentalmente pega uma caixa de preservativos para Maggie ver, eu ri muito. A conversa que se seguiu também foi engraçada, o que me faz pensar por que o humor recebe menos atenção no show". Jackson ficou surpreso com a cena e chamou-a de "inesperada".
O relacionamento progressivo entre Maggie e Glenn em "Secrets" foi bem recebido pela crítica. Nate Rawlings do Time afirmou que suas interações carregavam a mais pungência emocional. Rawlings opinou: "Ela é forçada a confrontar, talvez pela primeira vez, que essas criaturas são monstros babando. Antes de seu ataque, ela gritou com Dale por chamá-los de Walkers; para ela, eles são a mãe, o irmão dela, os vizinhos. Depois do ataque, sua mente consegue mudar".
A atuação de Cohan em "Killer Within" foi elogiada por Eric Goldman. No entanto, Goldman mais tarde elogiou Cohan em "When the Dead Come Knocking" ao se referir à cena em que o Governador a tira de suas roupas, dizendo: "Mais importante, o que ele fez com ela foi terrível, pois ele a forçou a se despir, bateu nela em uma mesa e basicamente fez tudo o que podia para tentar quebrá-la mentalmente. Dizendo ela, no diante de tudo isso, 'Faça o que você vai fazer. Vá para o inferno' foi um momento poderoso para Maggie. Lauren Cohan fez um trabalho fabuloso aqui, mostrando alguém apavorado e desafiador em frente a um cenário infernal".
Em "Coda" , a atuação de Cohan foi elogiada, em particular a cena em que Maggie reage à morte de Beth. Laura Prudom, da Variety, disse: "Os momentos finais do episódio foram alguns dos mais poderosos da série - tanto Lauren Cohan quanto Norman Reedus tiveram um momento verdadeiramente doloroso nas reações após a morte de Beth, e foi comovente ver a rápido transição de Maggie para um ataque de euforia quando ela saiu em busca de sua irmã que estava aparentemente viva, aquele momento foi espetacular em que Maggie mostrou sua devastação ao ver sua irmã mais nova morta no decorrer dos últimos vinte minutos".